# Манастир Свете Петке код Лепосавића
Манастир Свете Петке код Лепосавића је манастир рашко-призренске епархије Српске православне цркве.
Манастир је обновљен 2011. године, након више од пет векова на црквишту некадашње цркве и истоименог манастира Свете Петке у Церањској реци недалеко од пута Косовска Митровица – Лепосавић – Рашка.
Овај манастир је метох манастира Сочанице.